# Atlapetes schistaceus
Atlapetes schistaceus là một loài chim trong họ Emberizidae.